# بول باتين
بول باتين (بالرومانية: Paul Batin)‏ (29 يونيو 1987 ببايا ماري في رومانيا - ) هو لاعب كرة قدم روماني في مركز الهجوم. لعب مع دينامو بوخارست وسي إس باندوري تارغو جيو وسي إف آر كلوج ونادي براشوف ونادي بوتوشاني ويو تي أي أراد وCS Gaz Metan Mediaș ‏ وميناور بايا ماري ‏.

## وصلات خارجية
- بول باتين على موقع قاعدة بيانات كرة القدم.إي يو (الإنجليزية)
- بول باتين على موقع Soccerway.com (الإنجليزية)
- بول باتين على موقع عالم كرة القدم.نت (الإنجليزية)